# Filmfare Award/Beste Story
Der Filmfare Best Story Award wird vom Filmfare-Magazin verliehen und ist eine Preiskategorie der jährlichen Filmfare Awards für Hindi-Filme. Der Preis für den besten Story-Autoren wird seit 1957 vergeben.
Liste der Preisträger und der Filme, für die sie gewonnen haben:
| Jahr | Gewinner                                              | Film                                       |
| ---- | ----------------------------------------------------- | ------------------------------------------ |
| 1957 | Amiya Chakraborty                                     | Seema                                      |
| 1958 | Akhtar Mirza                                          | Naya Daur                                  |
| 1959 | Mukhram Sharma                                        | Sadhna                                     |
| 1960 | Subodh Ghosh                                          | Sujata                                     |
| 1961 | Ruby Sen                                              | Masoom                                     |
| 1962 | C. V. Sridhar                                         | Nazrana                                    |
| 1963 | K. P. Kottarakara                                     | Rakhi                                      |
| 1964 | Jarasandha                                            | Bandini                                    |
| 1965 | Bani Bhatt                                            | Dosti                                      |
| 1966 | Akhtar Mirza                                          | Waqt                                       |
| 1967 | R. K. Narayan                                         | Guide                                      |
| 1968 | Manoj Kumar                                           | Upkar                                      |
| 1969 | Sachin Bhowmick                                       | Brahmachari                                |
| 1970 | V. S. Kanetkar                                        | Aansoo Ban Gaye Phool                      |
| 1971 | Chandrakant Kakodkar                                  | Do Raste                                   |
| 1972 | Hrishikesh Mukherjee                                  | Anand                                      |
| 1973 |                                                       |                                            |
| 1974 | Javed Akhtar und Salim Khan                           | Zanjeer                                    |
| 1975 | Ismat Chughtai und Kaifi Azmi                         | Garam Hawa                                 |
| 1976 | Salim Khan                                            | Deewaar                                    |
| 1977 | Balaichand Mukherjee                                  | Arjun Pandit                               |
| 1978 | Saratchandra Chatterjee                               | Swami                                      |
| 1979 | Dinesh Thakur                                         | Ghar                                       |
| 1980 |                                                       |                                            |
| 1981 | Vijay Tendulkar                                       | Aakrosh                                    |
| 1982 |                                                       |                                            |
| 1983 |                                                       |                                            |
| 1984 | S. D. Panwalkar                                       | Ardh Satya                                 |
| 1985 | Mahesh Bhatt                                          | Saaransh                                   |
| 1986 | Alim Masroor                                          | Tawaif                                     |
| 1987 | kein Preis                                            |                                            |
| 1988 | kein Preis                                            |                                            |
| 1989 | Subodh Ghosh                                          | Ijaazat                                    |
| 1990 | K. Vishwanath                                         | Eeshwar                                    |
| 1991 | Rajkumar Santoshi                                     | Ghayal                                     |
| 1992 | Honey Irani                                           | Lamhe                                      |
| 1993 |                                                       |                                            |
| 1994 |                                                       |                                            |
| 1995 |                                                       |                                            |
| 1996 |                                                       |                                            |
| 1997 | Gulzar                                                | Maachis                                    |
| 1998 | Kamal Hassan                                          | Virasat                                    |
| 1999 | Mahesh Bhatt                                          | Zakhm                                      |
| 2000 | Vinay Shukla                                          | Godmother                                  |
| 2001 | Honey Irani                                           | Kya Kehna                                  |
| 2002 | Ashutosh Gowarikar                                    | Lagaan – Es war einmal in Indien           |
| 2003 | Jaideep Sahni                                         | Company – Das Gesetz der Macht             |
| 2004 | Nagesh Kukunoor                                       | Drei Häftlinge im Todestrakt (3 Deewarein) |
| 2005 | Aditya Chopra                                         | Veer und Zaara – Die Legende einer Liebe   |
| 2006 | Sudhir Mishra, Shivkumar Subramaniam und Ruchi Narain | Hazaaron Khwaishein Aisi                   |
| 2007 | Vidhu Vinod Chopra und Rajkumar Hirani                | Lage Raho Munna Bhai                       |
| 2008 | Amol Gupte                                            | Taare Zameen Par – Ein Stern auf Erden     |
| 2009 | Abhishek Kapoor                                       | Rock On!                                   |
| 2010 | Abhijat Joshi, Rajkumar Hirani                        | 3 Idiots                                   |
| 2011 | Anurag Kashyap, Vikramaditya Motwane                  | Udaan                                      |